# Norrtulls sjukhus

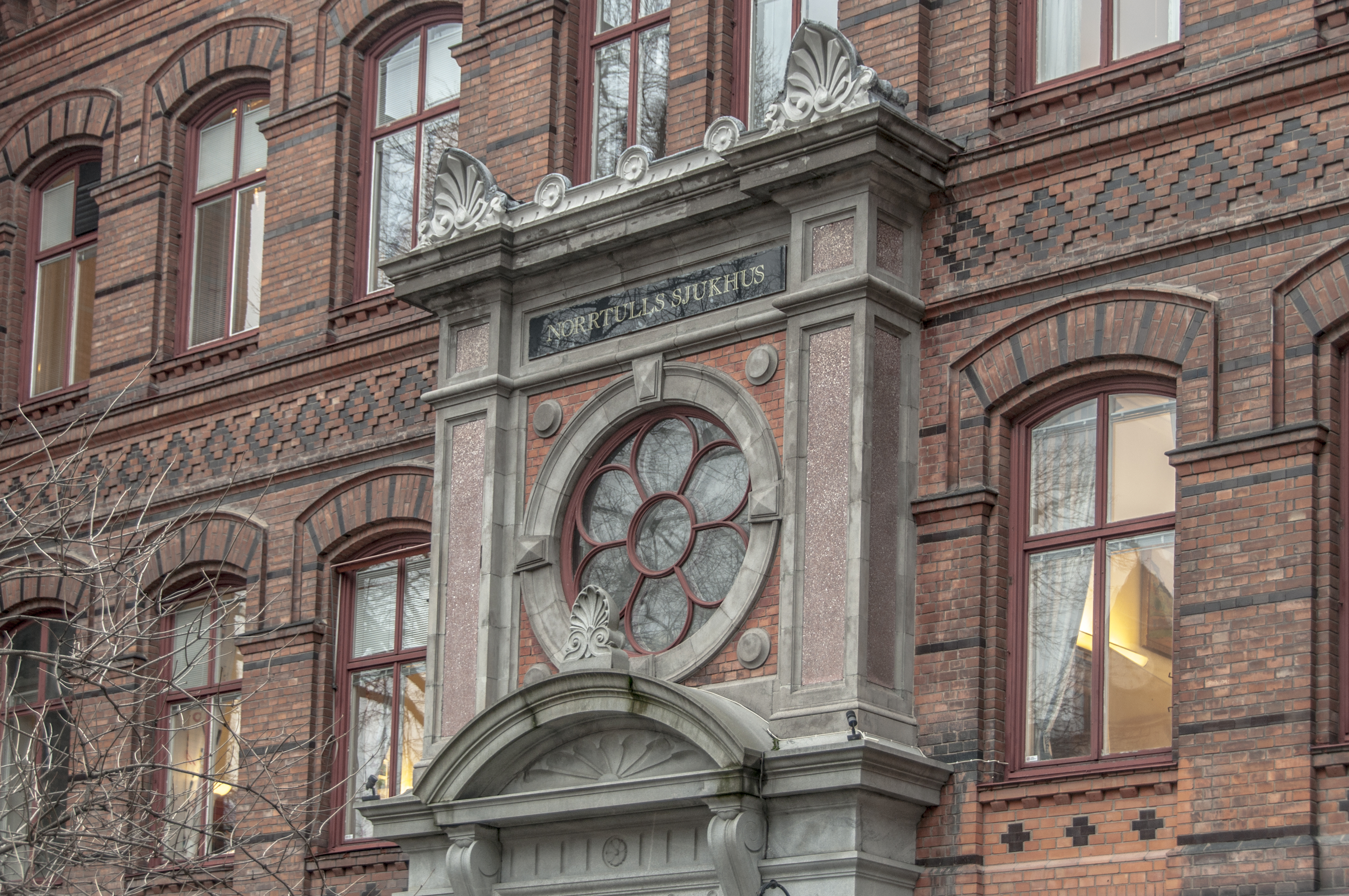
Norrtulls sjukhus (f.d. Allmänna Barnhuset)

Norrtulls sjukhus är ett institutionskomplex i kvarteret Mimer vid Norrtullsgatan 14 i Vasastan, Stockholm. Det invigdes 1886 som en mönsteranläggning för Allmänna Barnhuset. På 1920-talet omvandlades det till barnsjukhus för att från 1950-talet fungera som åldrings- och mentalvård under namnet Norrtulls sjukhus. Idag bedrivs olika former av utbildningsverksamhet i de kulturhistoriskt värdefulla lokalerna.  Byggnaden är blåmärkt av Stadsmuseet i Stockholm, vilket innebär att bebyggelsen representerar ”synnerligen höga kulturhistoriska värden”.

## Nya Allmänna Barnhuset

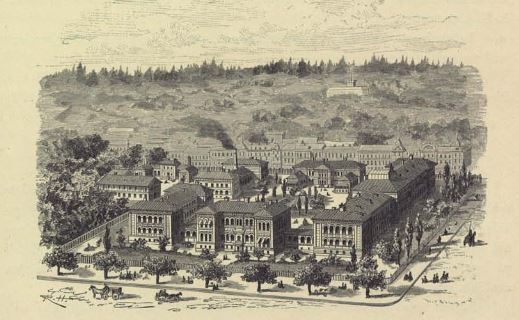
Allmänna Barnhuset, perspektivskiss

För institutionens historia: se Allmänna Barnhuset

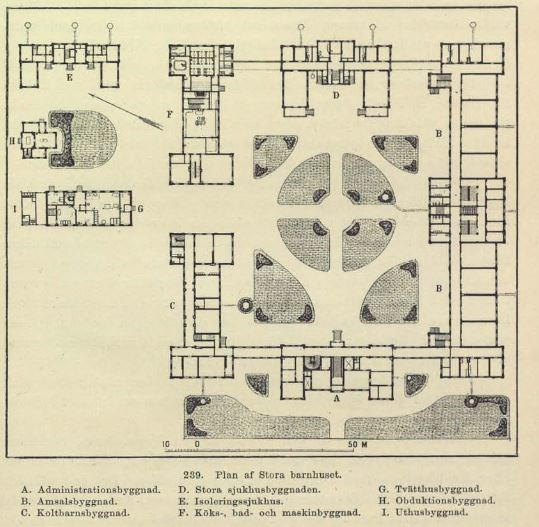
Plan över Allmänna Barnhuset

Byggnaderna uppfördes 1883-1885 enligt plan av överläkaren professor Oskar Medin samt arkitekten Gustaf Dahl. Som byggmästare stod Andreas Gustaf Sällström. Detta bekostades av medel, som inflöt genom försäljning av det gamla barnhusets och Länscellfängelset på Norrmalms vidsträckta tomter vid Drottninggatan och Barnhusgatan.
Det nya komplexet bestod ursprungligen av dels fem paviljonger som i perfekt symmetri bildar en fyrkant runt en stor gård. Därutöver fanns ytterligare tre byggnader norr därom; tvättbyggnaden, obduktionshuset och epidemisjukhuset där de två sistnämnda revs på 1950-talet. Fasaderna i så kallad rohbau var genomarbetade i rött och svart tegel med ornament av terrakotta. Anläggningen har av arkitekturhistorikern Fredric Bedoire beskrivits som ett av de vackraste exemplen på 1800-talets institutionsbyggande och Stockholms bästa exempel på en komplett vårdinrättning från 1800-talets slut. Byggnaderna är blåklassade av Stockholms stadsmuseum vilket innebär att det kulturhistoriska värdet anses motsvara kraven för byggnadsminnesmärkning.
- Administrationsbyggnaden med huvudentré mot Norrtullsgatan innehöll i bottenvåningen förutom bostad för underläkaren även sju expeditionsrum. I övervåningen återfanns intendentens och husmoderns bostäder. Den så kallade jordvåningen var inrättad med portvakts och förrådsrum samt fem rum för polioklinik, där omhändertagande av sjuka barn och vaccinationer kunde utföras[5]

- Södra paviljongen, Amsalbyggnaden, var inredd efter korridortypen med korridoren utmed gårdssidan. Det innehöll 88 rum i två våningar avsedda för 242 dibarn och 153 ammor. Det var uppdelat i fyra avdelningar som var isolerade från varandra. I varje avdelning fanns förutom amsalar även sköterskerum, tekök, klosetter och förrådsrum. De nyfödda barnen stannade i allmänhet på barnhuset till mellan fyra och fem månaders ålder varefter de placerades hos fosterföräldrar.[6]

- Norra paviljongen, Koltbarnsbyggnaden, var avsedd för lite äldre barn. Det var ordnat efter korridorstyp om totalt 33 rum. Tre skilda avdelningar rymde 50 koltbarn i åldrarna 1-6 år, tolv äldre flickor samt 38 äldre pojkar.

- Ekonomibyggnaden med kök och matsalar för äldre barn och personal innehöll även en badavdelning för varma och kalla bad med finsk bastu och dusch. Byggnaden förbands med de andra genom en underjordisk gång.

- Östra paviljongen fungerade som sjukhusbyggnad med plats för 45 sjuka barn.

Komplexet värmdes genom ett varmluftssystem genom så kallade kaloriferer (kaminliknande ugnar) som i stort antal stod uppställda i källarvåningen. Anläggningen försågs med elektriskt ljus genom en generator placerad i köksbyggnadens källare. Den totala kostnaden för komplexet uppgick till 1 871 368 kronor och 39 öre.

### Byggnader i bilder

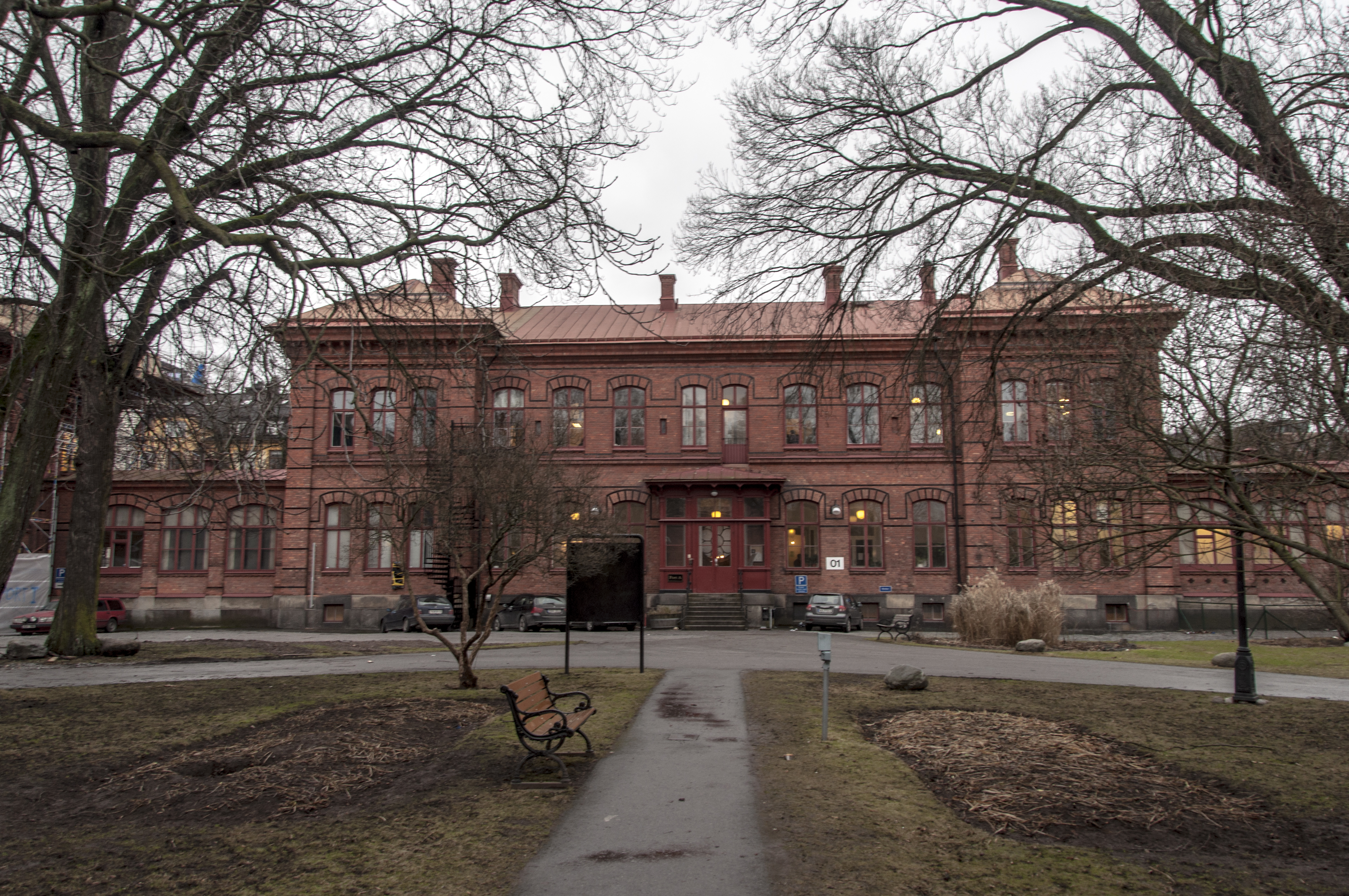
Administrationsbyggnad
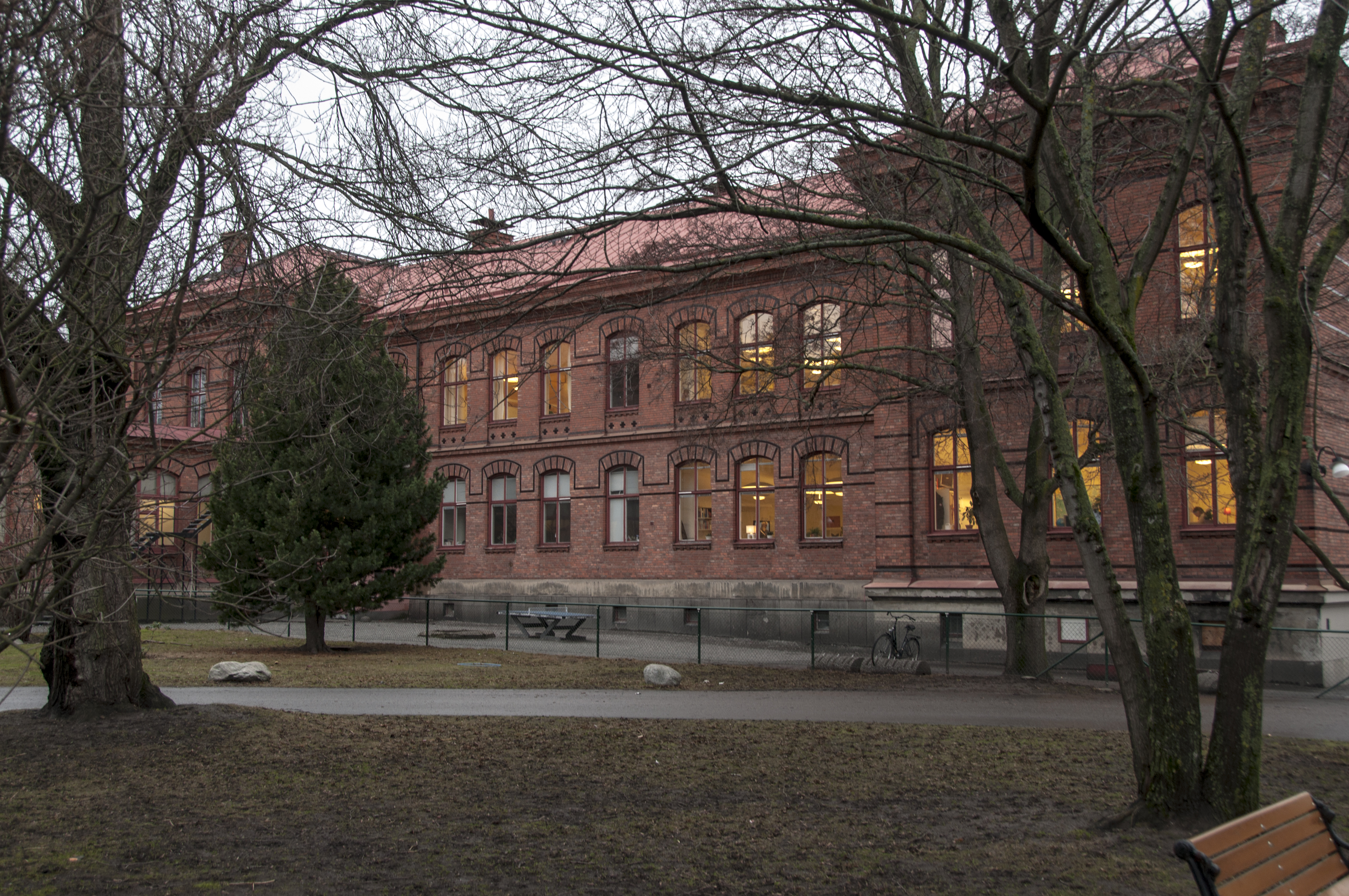
Norra paviljongen
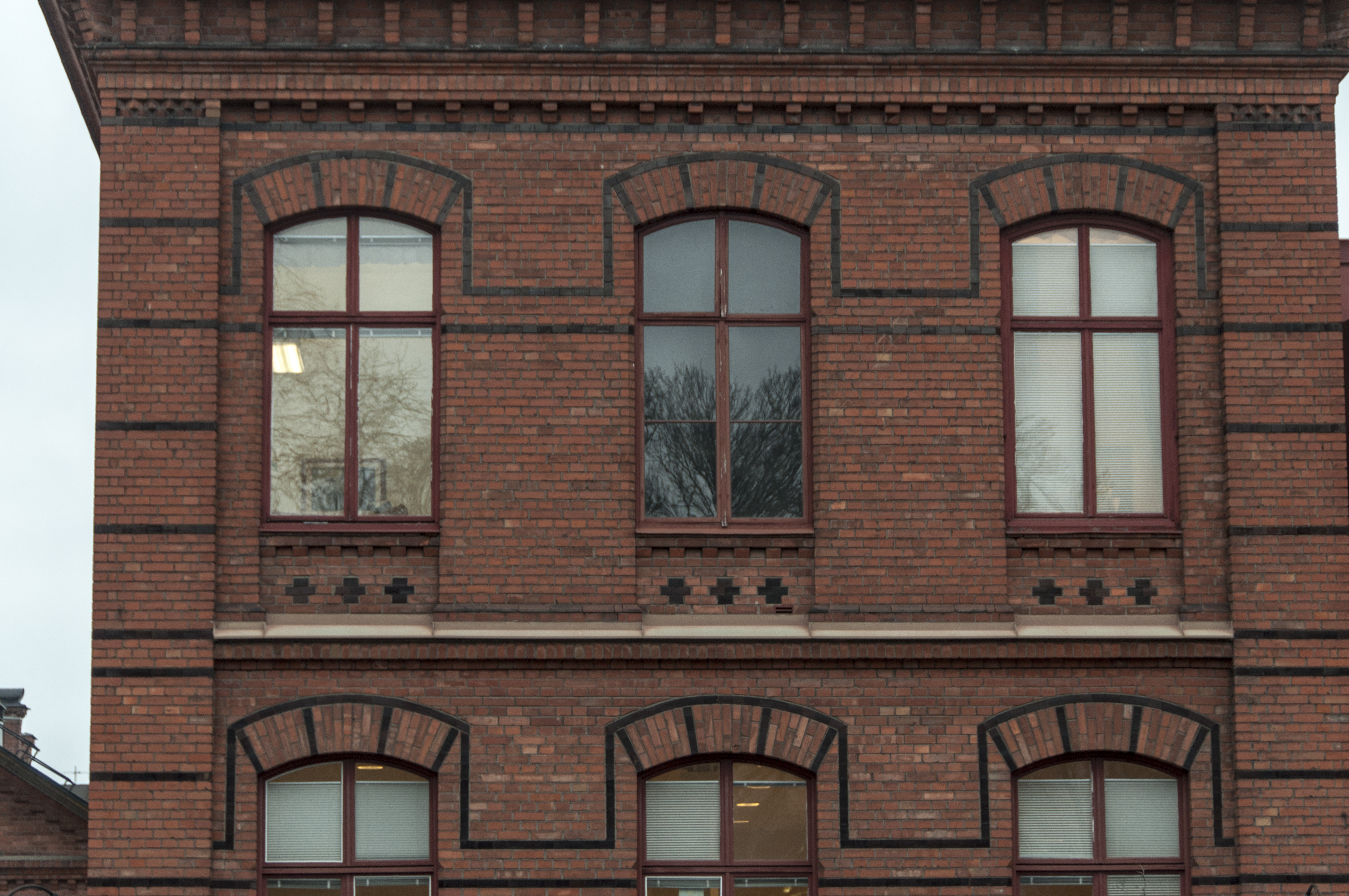
Köksbyggnaden
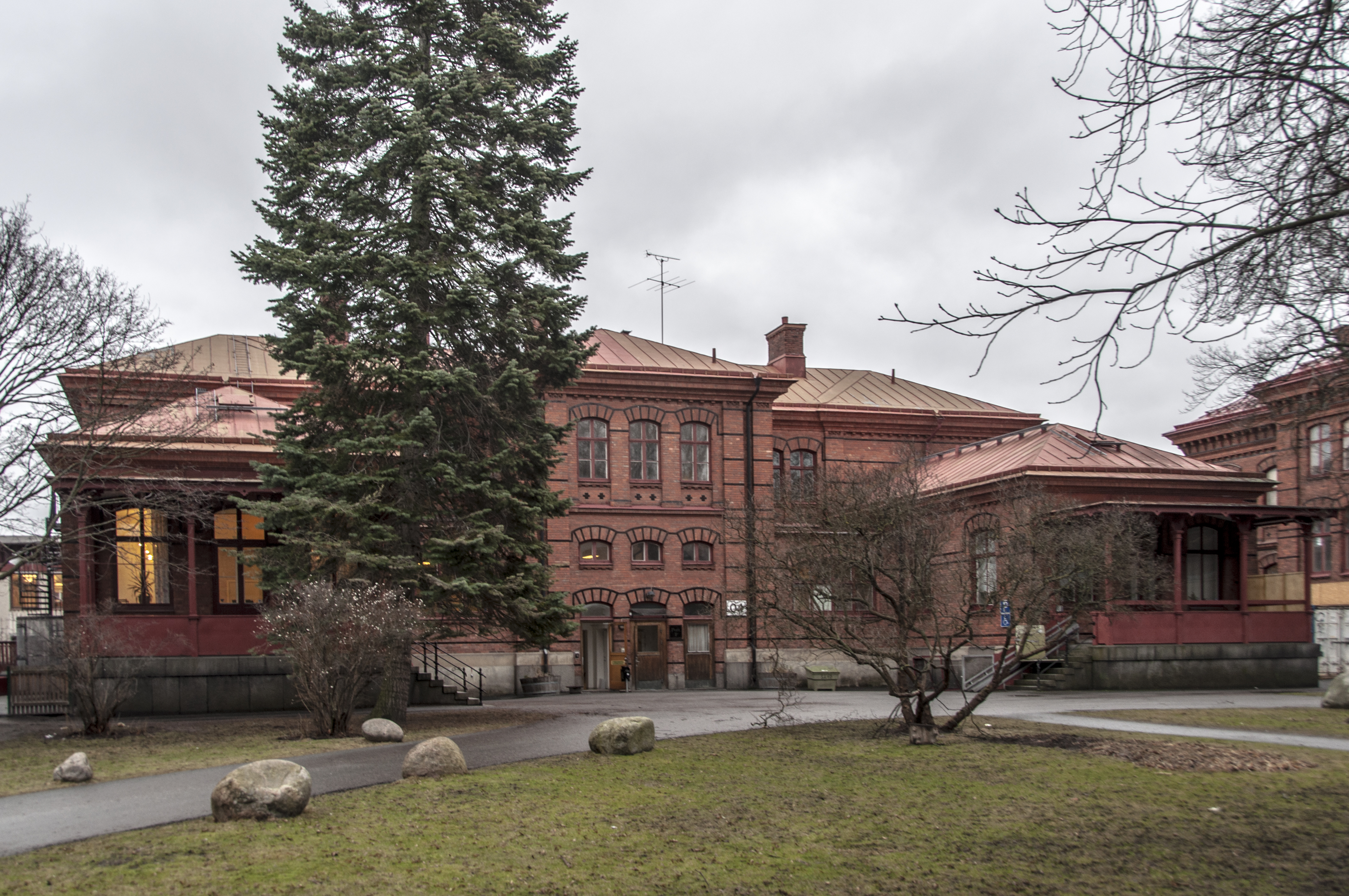
Östra paviljongen
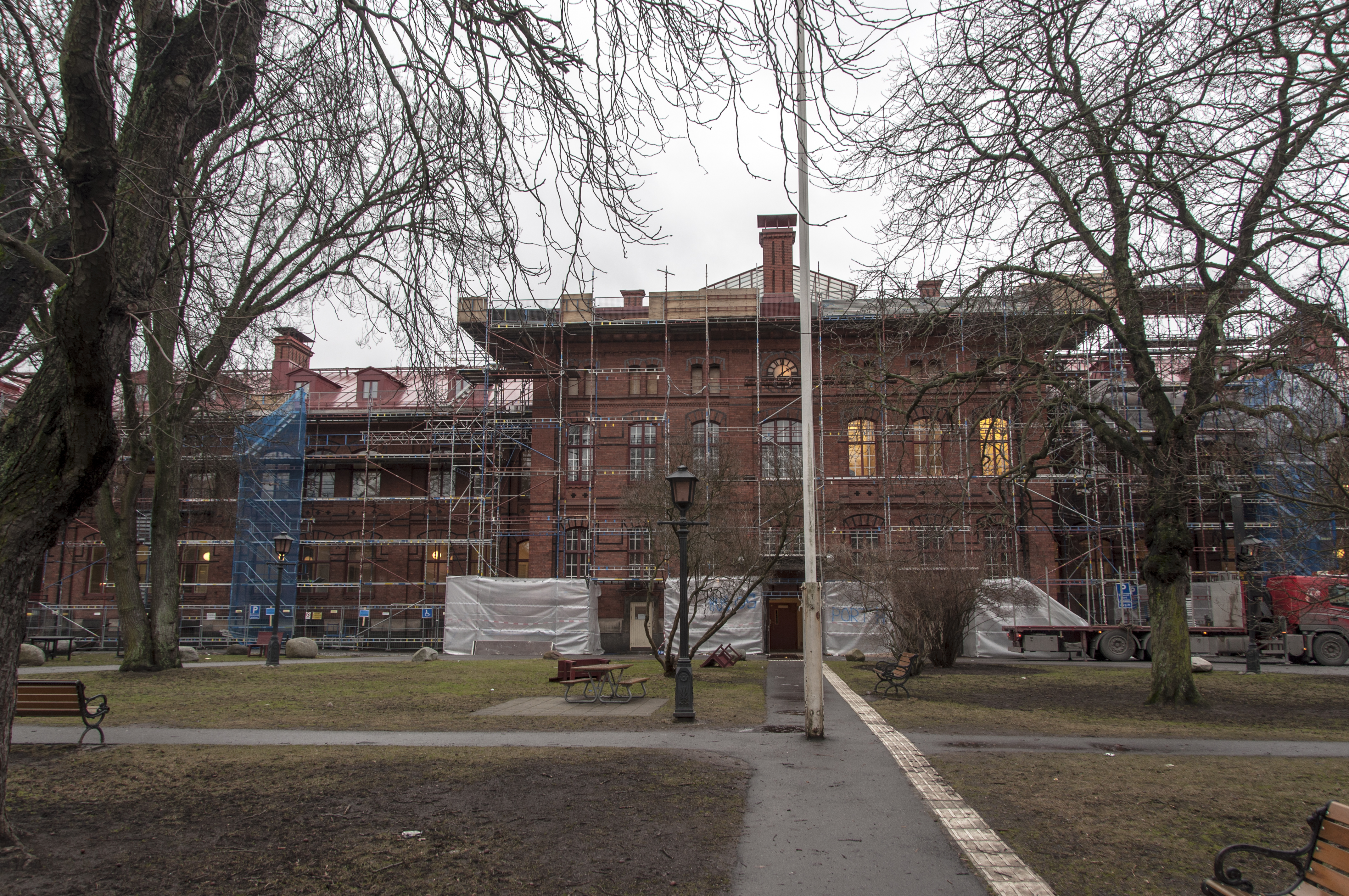
Södra paviljongen
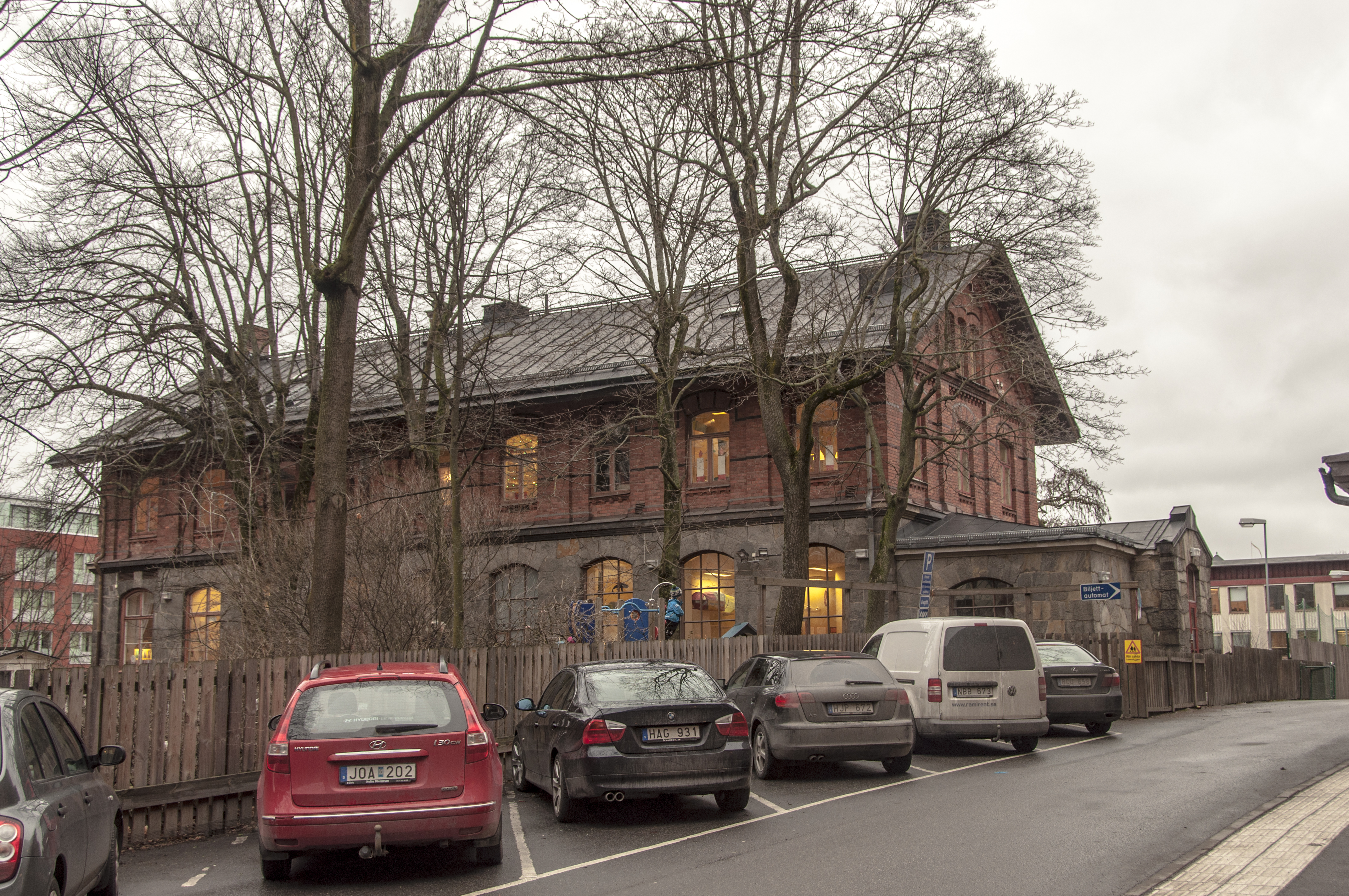
Tvättbyggnaden

## Fortsatt vårdverksamhet
1917 instiftades lagen om barn utom äktenskap, vilken gav ensamstående mödrar rätt till underhåll. Det medförde att antalet inskrivna barn på de olika barnhusen minskades kraftigt. 1922 blev barnhuset istället ett barnsjukhus.  Trettio år senare flyttade barnkliniken till nya lokaler på Karolinska sjukhuset. 1951 tog Stockholm stad över under namnet Norrtulls sjukhus, och utnyttjade komplexet och inrättade Norrtulls sjukhus i lokalerna för åldrings- och mentalvård.
Senare har lokalerna bland annat fungerat som bas för psykiatrin med en öppenvårdsmottagning, ett mobilt team och familjevård. Dessutom fanns också lokaler för Habilitetscenter Norrtull, Dövblindteamet med flera fram till 2014.

## Utbildningsverksamhet
Vissa av lokaliteterna fungerar numera bland annat som skollokaler för olika skolverksamheter, såsom musikutbildningen och friskolan Lilla Akademien. Hösten år 2014 startade Stiftelsen Viktor Rydberg en ny skolverksamhet i den södra flygeln. Ombyggnaden hedrades 2015 med Stockholms Byggmästareförenings ROT-pris.